# Wiktorija Iljinitschna Baginskaja
Wiktorija Iljinitschna Baginskaja, geborene Gurdschí, (russisch Виктория Ильинична Багинская, (урожд. Гурджи́); * 30. Juni 1926 in Krasnodar; † 7. Januar 2012 ebenda) war eine sowjetische bzw. russische Dichterin, Schriftstellerin, Volkskundlerin und Übersetzerin krimtschakischer Herkunft.

## Leben
Baginskaja stammte aus einer krimtschakischen Familie, die in der Hungersnot 1921 aus Kertsch nach Krasnodar gezogen war. Sie studierte am Pädagogik-Institut Krasnodar mit Abschluss 1953. Darauf arbeitete als Lehrerin für Russische Sprache und Literatur in einer Dorfschule und ab 1960 in Krasnodar. Sie heiratete den Physik- und Mathematik-Lehrer polnischer Herkunft Alexander Pawlowitsch Baginski aus Odessa.
Baginskaja schrieb Gedichte und Novellen in phantastischer Art, die seit 1965 veröffentlicht wurden.
Alle sieben Mitglieder der Gurdschí-Familie lebten weit weg von der Krim, aber sprachen zu Hause krimtschakisch und kannten und bewahrten die krimtschakischen Gebräuche und Lieder. Anfang der 1960er Jahre schickte Baginskaja 12 von ihr ins Russische übersetzte Lieder an das Staatliche Ethnographie-Museum der UdSSR in Leningrad, worauf das Museum sie in seinen Assistenzrat aufnahm.
Als Baginskaja im Alliunionsliteraturwettbewerb für Essays über den Lehrer unserer Tage der Moskauer Lehrerzeitung anlässlich ihres 50-jährigen Bestehens den 1. Preis gewann, wurde sie 1974 zur Mitarbeit in der Zeitung eingeladen. Seitdem erschienen dort fortwährend ihre Artikel über nicht standardmäßigen Unterricht und entsprechende Methoden. Sie veröffentlichte über 250 Artikel in vielen anderen Zeitungen und Zeitschriften und gewann Preise in internationalen und Allunionswettbewerben. 
In einem Prawda-Artikel  erzählte Baginskaja erstmals von ihrem Volk und dessen Kultur mit der Aufforderung, die Volkskunst der Krimtschaken zu bewahren. Sie sammelte 100 Lieder, 230 Sprichwörter, Parabeln, Märchen und Redewendungen, die sie alle ins Russische übersetzte und für die sie lange keine Herausgeber fand. Mit Hilfe ihres Mannes und ihrer Söhne veröffentlichte sie 2003  eine Sammlung von Liedern und Sprichwörtern in 100 Exemplaren, die sie an Folklore-Freunde verteilte. Das Buch wurde in den Katalog der Library of Congress aufgenommen. Auch übersetzte sie ausgewählte Gedichte von Alexander Puschkin, Michail Lermontow, Taras Schewtschenko und weiteren ukrainischen Dichtern ins Krimtschakische.
Im Übrigen  malte Baginskaja Miniaturkopien von Gemälden Iwan Aiwasowskis und illustrierte Werke der Phantastik-Schriftsteller Alexei Tolstoi,
Alexander Beljajew u. a.